# Asti (Bakallbashi)
Asti, imię świeckie Kristaq Zoi Bakallbashi (ur. 31 lipca 1974 w Durrësie) – albański duchowny prawosławny, od 2012 biskup pomocniczy metropolii Tirany, z tytułem biskupa Ballshu.

## Życiorys
Święcenia prezbiteratu przyjął w 2009 r. 22 stycznia 2012 otrzymał chirotonię biskupią.
W czerwcu 2016 roku brał udział w Soborze Wszechprawosławnym na Krecie.
Oprócz obowiązków liturgicznych i duszpasterskich metropolita Asti wniósł znaczący wkład w różne działania i nabożeństwa kościelne. Był zaangażowany w administrację archidiecezji Tirany, wykładał jako profesor nadzwyczajny w Akademii Teologicznej św. Własjusza w Durrës i pełnił funkcję współpracownika i współdyrektora kościelnej stacji radiowej „Anastasis” od 2005 roku. Był również kluczowym organizatorem młodzieży Metropolii Tirany (2010-2018) i od 2018 roku jest członkiem Rady Wykonawczej Rady Międzyreligijnej Albanii.
14 listopada 2024 roku decyzją Świętego Synodu Albańskiego Kościoła Prawosławnego został wybrany metropolitą berackim, wlorskim i kanińskim.